# Фехин
Фехин (англ. Fechin) (умер около 660) — святой, настоятель монастыря Фобхар. День памяти — 20 января.
Святой Фехин, родился, вероятно, в Лейни (Luigni, Luighne, Leyney), Ирландия. Его имя происходит, вероятно, от гаэльского Fiach, что означает ворон, точнее, уменьшительное — воронёнок. В хронике скоттов (Chronicon Scotorum) в статье о 814 годе содержится предположение, что церкви святого подчинялась также местность Гайленга (Gailenga). Иной раз говорят, что он был из местности Коннемара (Connemara), что в графстве Голуэй.
Действуя по всей Ирландии, преимущественно в её западной части, святой Фехин посвятил себя строительству храмов и монастырских поселений по всему Мейо, Голуэю и далее, вплоть до западного побережья Ирландии. Он получил образование у святого Нати (Nathy) и стал основателем монастыря Фобхар (Fobhar), или Фор (Fore) в Уэстмите, королевство Миде в 630 году. В этом монастыре было до трёхсот монахов.
Святой Фехин умер около 660 года от чумы, опустошившей Ирландию и упоминаемой в исторических хрониках под 665 годом. Считается, что он отошёл ко Господу в монастырском поселении на острове Омей (Omey), развалины которого сохранились по сей день и куда стекаются паломники, ищущие исцеление от всяких недугов. Его память совершается 20 января. В Шотландии святого поминают на латинский манер, как Вигеана (Vigeanus). В селе Сент-Вигеанс (St Vigeans) сохранилась большая коллекция средневековых скульптур VIII века, времён пиктов.